# 生駒市立上中学校
生駒市立上中学校（いこましりつかみちゅうがっこう）は奈良県生駒市にある公立の中学校である。
略称は「上中」(かみちゅう)であるため、同県内の上牧町立上牧中学校の略称「かみちゅう」と勘違いされることも多い。

## 沿革
- 1981年（昭和56年）7月27日 - 仮称第六中学校開校準備委員会発足、着工[1]。

- 1982年（昭和57年）
  - 5月30日 - 開校。　
  - 8月 - ハンドボール部、全国中学校ハンドボール大会出場[1]。
- 1983年（昭和58年）2月 - 校旗、章、校歌発表[1]。
- 1993年（平成5年）8月 - ハンドボール部、全国中学校ハンドボール大会出場[1]。（2回目）
- 1997年（平成9年）
  - 4月 - 文部省にスクールカウンセラー活用調査研究校に指定[1]。
  - 7月 - 生駒市のコンピュータ活用推進校に指定[1]。
- 2000年（平成12年）
  - 4月 - 学童・生徒のボランティア活動普及事業協力校になる[1]。（１回目）
  - 10月 - 生駒市花と緑のまちづくりコンテスト景観賞受賞[1]。
- 2001年（平成13年）
  - 11月 - 奈良県、親切・美化県民運動クリーン・グリーン賞受賞[1]。
  - 11月 - 吹奏楽部、生駒市行政功労賞受賞[1]。
- 2004年（平成16年）
  - 5月 - 児童・生徒のボランティア活動普及事業協力校になる[1]。（２回目）
  - 8月 - ハンドボール部、全国中学校ハンドボール大会出場[1]。（3回目）
- 2005年（平成17年）
  - 3月 - 全国中学校選抜卓球大会出場[1]。
  - 5月 - 児童・生徒のボランティア活動普及事業協力校になる[1]。（３回目）
  - 8月 - ハンドボール部、全国中学校ハンドボール大会出場（４回目）、準優勝（初）[1]。
  - 11月 - ハンドボール部、生駒市市民功労賞受賞[1]。
- 2006年（平成18年）3月 - ハンドボール部、奈良県体育協会奨励賞受賞[1]。
- 2007年（平成19年）3月 - ハンドボール部、全国中学生ハンドボール選手権大会出場[1]。
- 2008年（平成20年）3月 - ハンドボール部、全国中学生ハンドボール選手権大会出場[1]。（2回目）
- 2013年（平成25年）11月 - 吹奏楽部、第19回日本管楽合奏コンテスト出場[1]。
- 2015年（平成27年）
  - 3月 - ハンドボール部、全国中学生ハンドボール選手権大会出場[1]。（3回目）
  - 8月 - ハンドボール部、全国中学校ハンドボール大会出場[1]。（5回目）
  - 8月 - 陸上部、全日本中学校陸上競技選手権大会出場（棒高跳び）[1]。
  - 8月 - 吹奏楽部、関西吹奏楽コンクール金賞受賞[1]。
- 2016年（平成28年）
  - 2月 - 生駒市民憲章実戦推進者表彰
  - 3月 - ハンドボール部、全国中学生ハンドボール選手権大会出場[1]。（4回目）
- 2017年（平成29年）
  - 3月 - ハンドボール部、全国中学生ハンドボール選手権大会出場[1]。（5回目）
  - 5月 - ハンドボール部、生駒市市民功労賞受賞[1]。
- 2018年（平成30年）3月 - ハンドボール部、全国中学生ハンドボール選手権大会出場[1]。（6回目）
- 2019年（令和元年）8月 - サッカー部、全国中学校サッカー大会出場[1]。
- 2021年（令和3年）
  - 3月 - 生徒一人一台タブレット配布[1]。
  - 3月 - ハンドボール部、全国中学生ハンドボール選手権大会出場[1]。（7回目）

## 学級数
- 以前までは各学年4クラスだったが、近年は校区内の子どもの人口の増加がめざましく、それに伴い学級数も増加している。

## 部活動・勉学
この学校では文武両道を掲げており、各部活動への在籍率は高い。上記沿革にあるように、特にハンドボール部は奈良県を代表する競合校である。加えて、奈良県を代表する進学校と知られる中学校であり、奈良高校への進学率や難関私立高校への進学率も高い。
以前までは家庭科部以外毎日活動し、部によっては長期休業中も休みなく活動していた。しかし、同市立大瀬中学校での部活動中に発生した熱中症による生徒の死亡事故を受け、生駒市立全中学校の部活動が制限された。そのため、現在では規模が縮小している。

### 文化部
- 吹奏楽（男女）
- 家庭科（男女）
- 美術部（男女）

### 運動部
- ソフトボール（女）
- ソフトテニス（女）
- バスケットボール（女）
- バスケットボール（男）
- ハンドボール（男女）
- サッカー（男）
- 水泳（男女）
- 野球（男）
- 卓球（男女）
- 陸上（男女）

## 通学区域が隣接している学校
- 生駒市立光明中学校
- 生駒市立生駒北中学校
- 生駒市立鹿ノ台中学校
- 奈良市立登美ヶ丘北中学校
- 奈良市立二名中学校